# Todd Bennett
Todd Anthony Bennett (ur. 6 lipca 1962 w Southampton, zm. 16 lipca 2013 w Bartley) – brytyjski lekkoatleta specjalizujący się w biegach sprinterskich, dwukrotny uczestnik letnich igrzysk olimpijskich (Los Angeles 1984, Seul 1988). Srebrny medalista olimpijski z Los Angeles w biegu sztafetowym 4 × 400 metrów.

## Sukcesy sportowe
- czterokrotny medalista mistrzostw Wielkiej Brytanii w biegu na 200 metrów – złoty (1984), srebrny (1983) oraz dwukrotnie brązowy (1986, 1989)
- wicemistrz Wielkiej Brytanii w biegu na 400 metrów (1982)[2]
- dwukrotny medalista mistrzostw Anglii w biegu na 200 metrów – złoty (1984) oraz srebrny (1986)
- trzykrotny medalista mistrzostw Anglii w biegu na 400 metrów – srebrny (1989) oraz dwukrotnie brązowy (1982, 1988)[3]
- halowy wicemistrz Anglii w biegu na 200 metrów (1986)
- trzykrotny medalista halowych mistrzostw Anglii w biegu na 400 metrów – dwukrotnie złoty (1985, 1987) oraz srebrny (1982)[4]

| Rok  | Miasto      | Zawody                      | Konkurencja                      | Wynik                     |
| ---- | ----------- | --------------------------- | -------------------------------- | ------------------------- |
| 1981 | Utrecht     | mistrzostwa Europy juniorów | bieg na 400 m sztafeta 4 × 400 m | złoty medal srebrny medal |
| 1982 | Ateny       | mistrzostwa Europy          | sztafeta 4 × 400 m               | srebrny medal             |
| 1982 | Brisbane    | igrzyska Wspólnoty Narodów  | sztafeta 4 × 400 m bieg na 400 m | złoty medal 5. miejsce    |
| 1983 | Helsinki    | mistrzostwa świata          | sztafeta 4 × 400 m               | brązowy medal             |
| 1984 | Los Angeles | igrzyska olimpijskie        | sztafeta 4 × 400 m               | srebrny medal             |
| 1985 | Paryż       | światowe igrzyska halowe    | bieg na 400 m                    | srebrny medal             |
| 1985 | Pireus      | halowe mistrzostwa Europy   | bieg na 400 m                    | złoty medal               |
| 1985 | Moskwa      | puchar Europy               | sztafeta 4 × 400 m               | 3. miejsce                |
| 1986 | Edynburg    | igrzyska Wspólnoty Narodów  | sztafeta 4 × 400 m bieg na 200 m | złoty medal srebrny medal |
| 1987 | Liévin      | halowe mistrzostwa Europy   | bieg na 400 m                    | złoty medal               |
| 1988 | Seul        | igrzyska olimpijskie        | sztafeta 4 × 400 m               | 5. miejsce                |
| 1989 | Haga        | halowe mistrzostwa Europy   | bieg na 400 m                    | 4. miejsce                |

## Rekordy życiowe
- bieg na 100 metrów – 10,46 – Edynburg 05/07/1986
- bieg na 200 metrów – 20,36 – Cwmbran 28/05/1984
- bieg na 200 metrów (hala) – 21,10 – Cosford 09/03/1985
- bieg na 300 metrów – 32,14 – Londyn 18/08/1984
- bieg na 400 metrów – 45,27 – Birmingham 07/08/1988
- bieg na 400 metrów (hala) – 45,56 – Pireus 03/03/1985